# Kuschelina gibbitarsa
Kuschelina gibbitarsa är en skalbaggsart som först beskrevs av Thomas Say 1824.  Kuschelina gibbitarsa ingår i släktet Kuschelina och familjen bladbaggar. Inga underarter finns listade i Catalogue of Life.